# Torre Antel
La Torre de les Telecomunicacions, també coneguda com a Torre d'Antel o simplement Torre Antel, seu de la companyia estatal Antel, és actualment l'edifici més alt de l'Uruguai. La seva altura total és de 158 metres. Té 35 plantes i 20.000 m² aproximadament.
És un edifici d'estil futurista, un dels que integra el Complex de les Comunicacions, finalitzat el 2002 i dirigit per l'arquitecte Carlos Ott.
Domina la badia de Montevideo amb la seva silueta característica i és visible des de molts punts de la ciutat. Està situat a pocs metres de l'estació General Artigas, antic node de l'avui en dia quasi inactiu sistema ferroviari uruguaià, la nova estació central de passatgers del qual es troba en el Complex.
Compta amb el Museu de les Telecomunicacions, un mirador panoràmic i una sala per a realitzar teleconferències, esdeveniments i convencions.